# Амити (град, Орегон)
Амити (на английски: Amity) е град в окръг Ямхил, щата Орегон, САЩ. Амити е с население от 1480 жители (2007) и обща площ от 1,6 km². Намира се на 49,38 m надморска височина. ЗИП кодът му е 97101, а телефонният му код е 503.